# Vorokomle, Kamin-Kașîrskîi
Vorokomle (în ucraineană Ворокомле) este o comună în raionul Kamin-Kașîrskîi, regiunea Volînia, Ucraina, formată numai din satul de reședință.

## Demografie
Componența lingvistică a satului Vorokomle
     Ucraineană (99,53%)
     Alte limbi (0,47%)
Conform recensământului din 2001, majoritatea populației satului Vorokomle era vorbitoare de ucraineană (99,53%), existând în minoritate și vorbitori de alte limbi.